# Mintom
Mintom ist eine Gemeinde im Département Dja-et-Lobo in der Region Sud in Kamerun.

## Geografie
Mintom liegt im Süden Kameruns, nördlich beginnt das Wildtierreservat Dja.

## Verkehr
Mintom liegt an der Nationalstraße N9.